# Ronda 2 de 2009–10 das GP2 Asia Series
A Ronda 2 de 2009–10 das GP2 Asia Series foi a segunda da Temporada da GP2 Asia Series de 2009/2010. Foi realizada a 5 e 6 de Fevereiro de 2010 no circuito de Yas Marina, em Abu Dhabi, Emirados Árabes Unidos. Foi a segunda de duas rondas realizadas naquele circuito, depois da Ronda 1 de 2009-10 das GP2 Asia Series. A corrida seguinte ocorreu no Circuito Internacional do Barém, Sakhir, Barém e foi a primeira de duas naquele circuito.

## Resultados

### Qualificação
| Pos | Piloto               | Equipa                  | Tempo     |
| --- | -------------------- | ----------------------- | --------- |
| 1   | Charles Pic          | Arden International     | 1:52.497  |
| 2   | Oliver Turvey        | iSport International    | 1:52.517  |
| 3   | Davide Valsecchi     | iSport International    | 1:52.603  |
| 4   | Jules Bianchi        | ART Grand Prix          | 1:52.842  |
| 5   | Alexander Rossi      | MalaysiaQi-Meritus.com  | 1:52.861  |
| 6   | Javier Villa         | Arden International     | 1:52.979  |
| 7   | Sam Bird             | ART Grand Prix          | 1:53.003  |
| 8   | Edoardo Piscopo      | DAMS                    | 1:53.086  |
| 9   | Giacomo Ricci        | DPR                     | 1:53.134  |
| 10  | Christian Vietoris   | DAMS                    | 1:53.183  |
| 11  | Sergio Pérez         | Barwa Addax Team        | 1:53.407  |
| 12  | Daniel Zampieri      | Rapax Team              | 1:53.491  |
| 13  | Giedo van der Garde  | Barwa Addax Team        | 1:53.509  |
| 14  | Fabio Leimer         | Ocean Racing Technology | 1:53.611  |
| 15  | Josef Král           | Super Nova Racing       | 1:53.685  |
| 16  | Vladimir Arabadzhiev | Rapax Team              | 1:53.687  |
| 17  | Dani Clos            | Trident Racing          | 1:53.982  |
| 18  | Max Chilton          | Ocean Racing Technology | 1:54.036  |
| 19  | Michael Herck        | DPR                     | 1:54.074  |
| 20  | Luca Filippi         | MalaysiaQi-Meritus.com  | 1:54.121  |
| 21  | Marcus Ericsson      | Super Nova Racing       | 1:54.723  |
| 22  | Plamen Kralev        | Trident Racing          | 1:58.274  |
| 23  | Will Bratt           | Scuderia Coloni         | 2:02.517  |
| 24  | Alberto Valerio      | Scuderia Coloni         | Sem tempo |